# Заречье (Бурятия)
Заре́чье — село в Кабанском районе Бурятии. Входит в сельское поселение «Сухинское».

## География
Расположено на правом берегу реки Большая Сухая, в одном километре от её впадения в Байкал, в  3,5 км к востоку от центральной части села Сухая — центра сельского поселения. Является самым крайним населённым пунктом на северо-востоке района, конечной точкой региональной автодороги 03К-020 Шергино — Заречье, протяжённостью в 67 км.

## Население
| 2002 | 2010 |
| ---- | ---- |
| 293  | ↗335 |

## История
Село основано осенью 1897 года украинскими крестьянами-переселенцами из села  Орловки Ямпольской волости Глуховского уезда Черниговской губернии. Позднее сюда прибыли другие украинские переселенцы, а также русские из Тарбагатая.

## Инфраструктура
Фельдшерско-акушерский пункт.

## Экономика
Сельхозкооператив, рыболовство, туризм.